# ميخائيل سوليفان (لاعب كرة قدم)
ميخائيل سوليفان (بالإنجليزية: Michael Sullivan)‏ هو لاعب كرة قدم أمريكي في مركز الوسط، ولد في 8 يناير 1995 في ستانفورد في الولايات المتحدة. لعب مع Gyirmót FC Győr ‏.